# Sierra de la Pila (Región de Murcia)
La Sierra de la Pila pertenece a la Cordillera Subbética y se encuentra en la porción nororiental de la Región de Murcia, España, en los municipios de Molina de Segura (Vega Media del Segura), Abarán y Blanca (Vega Alta del Segura), Fortuna (Comarca Oriental) y Jumilla (Comarca del Altiplano). Es un lugar natural protegido por el Plan Regional de Ordenación de los Recursos Naturales del Parque Regional de la Sierra de La Pila.

## Geografía
La sierra se puede dividir en 2 grandes sectores separados por el Barranco del Mulo: Un sector oriental en el que se encuentran las cimas más altas (La Pila con 1264 metros y Los Cenajos con 1.200 metros) y otro sector occidental dominado por la cumbre del Caramucel, a 1023 metros de altitud. Se trata de una sierra abrupta y con fuertes pendientes, con sustratos litológicos de calizas, dolomías, arenisca y margas entre los que se intercalan formaciones de yesos.
Destacan por sus valores paisajísticos, botánicos y faunísticos la zona de la Fuente de la Higuera y la Umbría de los Cenajos.

## Flora
Los carrascales y sabinares de Juniperus phoenicea de las cumbres, junto a los tomillares en los afloramientos yesíferos y las comunidades de Sedum sediforme que suelen ir asociadas con los sabinares son las comunidades mejor conservadas. Se caracteriza por su gran riqueza florística y por la presencia de diversos endemismos como Saxifraga latepetiolata, Teucrium libanitis, Thymus moroderi, Erodium saxatile, Linaria cavanillesii, Nepeta amethystina, etc.

## Fauna
De su fauna destacan las poblaciones de rapaces Águila real, Halcón peregrino, Búho real, incluidas en el Anexo I de la Directiva 79/409. Está declarada como zona ZEPA debido a la existencia de poblaciones de Chova piquirroja (Phyrrocorax phyrrocorax). Este espacio natural alberga también dos especies de murciélagos (Rhinolophus ferrumequinum, Miniopterus schreibersii) y un invertebrado (Cerambix cerdo) del Anexo II de la Directiva 92/43, y diversas especies de invertebrados endémicos.